# Пешчар
Пешчар (ијек. пјешчар) или пешчењак (ијек. пјешчењак) (енгл. Sandstone, фр. Grès, рус. Песчаник) везана je седиментна стена (везани седимент) изграђена претежно од кластичних зрна величине 2–0,05 mm. Према крупноћи везаних зрна (гранула) спада у псамите. У погледу минералног састава пешчари су обично изграђени доминантно од зрна кварца, љуспица мусковита и фелдспата, а потом и циркона, апатита, магнетита, граната, турмалина. Везиво може бити калцијумкарбонатно (вапновито), лапоровито, глиновито, доломитско, силицијско, гвожђевито(лимонит), битуминозно (органског порекла) и др.
Неки пешчари су отпорни на утицај атмосферилија. Овакве стене су обично погодне као геолошки грађевински материјал – нпр. црква Светог Марка у Београду изграђена је од пешчара који у себи садржи љуспице мусковита. Због велике тврдоће (висок садржај кварца) појединачних зрна и подношења високих температура погодни су за оштрење сечива. Други народни назив за пешчар је тоциљњак, што означава камен од кога се праве тоцила.
Стенске формације које се првенствено састоје од пешчара обично дозвољавају перколацију воде и других течности и довољно су порозне да складиште велике количине, што их чини вредним аквиферима и резервоарима нафте.
Пешчаник који садржи кварц може се променити у кварцит кроз метаморфизам, обично повезан са тектонском компресијом унутар орогених појасева.

## Порекло
Пешчари су кластичног порекла (за разлику од органског, попут креде и угља, или хемијског, попут гипса и јасписа). Зрна силикатног песка од којих се формирају су производ физичког и хемијског трошења темељне стене. Временске прилике и ерозија су најбрже у областима високог рељефа, као што су вулкански лукови, подручја континенталног раседања и орогени појасеви.
Еродирани песак се преноси рекама или ветром од извора до средине таложења где је тектоника створила простор за смештај седимената за акумулацију. Предлучни базени имају тенденцију да акумулирају песак богат литским зрнцима и плагиокласом. Интраконтинентални басени и грабени дуж континенталних маргина су такође уобичајена окружења за таложење песка.
Како се седименти настављају акумулирати у окружењу таложења, старији песак је затрпан млађим седиментима и он пролази кроз дијагенезу. То се углавном састоји од збијања и литификације песка. Рани стадијуми дијагенезе, описани као еогенеза, одвијају се на малим дубинама (неколико десетина метара) и одликују се биотурбацијом и минералошким променама у песку, уз само незнатно збијање. Црвени хематит који даје боју пешчара црвеног слоја вероватно се формира током еогенезе. Дубље закопавање је праћено мезогенезом, током које се одвија највећи део збијања и литификације.
Збијање се одвија како песак долази под све већи притисак од горњих седимената. Зрна седимента прелазе у компактније распореде, дуктилна зрна (као што су зрна лискуна) се деформишу, а простор пора се смањује. Поред овог физичког сабијања, хемијско сабијање се може одвијати путем раствора под притиском. Тачке додира између зрна су под највећим оптерећењем, а напрегнути минерал је растворљивији од остатка зрна. Као резултат, контактне тачке се растварају, омогућавајући зрнима да дођу у ближи контакт.
Литификација блиско прати збијање, пошто повишене температуре на дубини убрзавају таложење цемента који повезује зрна заједно. Раствор под притиском доприноси цементирању, пошто се минерал растворен из напрегнутих контактних тачака поново таложи у ненапрегнутим порама.
Механичко сабијање се одвија првенствено на дубинама мањим од 1.000 m (3.300 ft). Хемијско сабијање се наставља до дубине од 2.000 m (6.600 ft), а већина цементирања се одвија на дубинама од 2,000—5,000 m (6,600—16,400 ft).
Откопавање закопаног пешчара прати телогенеза, трећа и последња фаза дијагенезе. Како ерозија смањује дубину закопавања, поновно излагање метеорској води производи додатне промене на пешчару, као што је отапање дела цемента да би се произвела секундарна порозност.
- Ниша у пешчару Навахо
- Гробнице типа Кок усечене у разнобојни пешчар Петре
- Пешчана зрна кварца са хематитном превлаком која даје наранџасту боју

## Компоненте

### Оквирна зрна
Оквирна зрна су фрагменти детрита величине песка (0,0625 до 2 mm у пречнику) који чине већину пешчара. Већина зрна оквира се састоји од кварца или фелдспата, који су уобичајени минерали који су најотпорнији минерали на временске процесе на површини Земље, као што се види у Голдичовој серији растварања. Оквирна зрна се могу класификовати у неколико различитих категорија на основу њиховог минералног састава:
- Зрна кварца су доминантни минерали у већини кластичних седиментних стена; то је зато што имају изузетна физичка својства, као што су тврдоћа и хемијска стабилност.[2] Ова физичка својства омогућавају зрнцима кварца да преживе вишеструке рециклаже, а истовремено омогућавају зрнима да покажу одређени степен заобљавања.[2] Зрна кварца еволуирају из плутонских стена, које су фелзичног порекла, а такође и од старијих пешчара који су рециклирани.
- Фелдспатска оквирна зрна су обично други минерал по заступљености у пешчарима.[2] Фелдспат се може поделити на алкалне фелдспатове и плагиокласне фелдспатове, који се могу разликовати под петрографским микроскопом.[2]

- Распон алкалног фелдспата по хемијском саставу од  до .
- Плагиоклас фелдспат варира по саставу од  до .

- Зрна литског оквира (такође названа литски фрагменти или литски кластови) су делови древне изворне стене који тек треба да се одвоје до појединачних минералних зрна.[2] Литички фрагменти могу бити било које ситнозрнате или крупнозрне магматске, метаморфне или седиментне стене,[2] иако су најчешћи литички фрагменти пронађени у седиментним стенама класови вулканских стена.[2]
- Додатни минерали су сва остала минерална зрна у пешчару. Ови минерали обично чине само мали проценат зрна у пешчару. Уобичајени помоћни минерали укључују лискуне (мусковит и биотит), оливин, пироксен и корунд.[2][20] Многа од ових помоћних зрна су гушћа од силиката који чине већину стене. Ови тешки минерали су обично отпорни на временске услове и могу се користити као индикатор зрелости пешчара преко ЗТР индекса.[21] Уобичајени тешки минерали укључују циркон, турмалин, рутил (стога ЗТР), гранат, магнетит или друге густе, отпорне минерале који потичу из матичне стене.

### Матрица
Матрица је веома фин материјал, који је присутан унутар интерстицијалног пора између зрна оквира. Природа матрице унутар интерстицијалног простора пора резултира двоструком класификацијом:
- Аренити су текстурно чисти пешчари који немају или имају врло мало матрице.[20]
- Ваке су текстурно прљави пешчари који имају значајну количину матрице.[18]

### Цемент
Цемент је оно што повезује зрна силицикластичног оквира. Цемент је секундарни минерал који се формира након таложења и током сахрањивања пешчара. Ови материјали за цементирање могу бити силикатни минерали или несиликатни минерали, као што је калцит.
- Силикатни цемент се може састојати од минерала кварца или опала. Кварц је најчешћи силикатни минерал који делује као цемент. У пешчару где је присутан силикатни цемент, кварцна зрна су причвршћена за цемент, што ствара обод око кварцног зрна који се назива израслина. Израст задржава исти кристалографски континуитет зрна кварцног оквира које се цементира. Опални цемент се налази у пешчарима који су богати вулканогеним материјалима, а веома ретко се налази у другим пешчарима.sandstones.[2]
- Калцитни цемент је најчешћи карбонатни цемент. Калцитни цемент је асортиман мањих кристала калцита. Цемент пријања на зрна оквира, цементирајући зрна оквира заједно.[2]
- Остали минерали који делују као цементи укључују: хематит, лимонит, фелдспат, анхидрит, гипс, барит, минерале глине и минерали зеолита.[2]

Пешчаник који губи своје цементно везиво кроз временске услове постепено постаје ломљив и нестабилан. Овај процес се може донекле обрнути применом тетраетил ортосиликата (Si(OC2H5)4) који ће депоновати аморфни силицијум диоксид између зрна песка. Реакција је следећа.

## Слике
- Пешчар са Тоцилина, између Такова и Бруснице, узорак 20х15cm
- Пешчар са пругама од оксида гвожђа
- Обрађен узорак пешчара
- Опатија Арбро, пример обојености пешчара
- Arches National Park – пешчарски крајолик
- Стена Парус у Русији.
- Стенска формација пешчара у Израелу
- Савремена вила са фасадом од пешчара
- фосилне шкољке у пешчару
- Црвени пешчар у Доњем Антелоп Кањону, Аризона
- Пешчар са великом количином кварца
- Црвени пешчар пермске старости, Стара планина